# Saïd Hassane Saïd Hachim
 (mai 2024).
Saïd Hassane Saïd Hachim, né le 11 novembre 1932 et mort le 30 novembre 2020, est un homme politique comorien. Il a été ministre des Affaires étrangères des Comores de 1991 à 1993. Il a succédé à ce poste à Mtara Maécha .
En 1996, Saïd Hassane Saïd Hachim s'est présenté à la présidence des Comores, mais il a perdu l'élection face à Mohamed Taki Abdoulkarim.